# Венсан, Франсуа-Андре
Франсуа-Андре Венса́н (фр. François-André Vincent; 30 декабря 1746, Париж — 4 августа 1816, там же) — французский живописец академического неоклассицизма, сын обосновавшегося во Франции швейцарского художника Франсуа-Эли Венсана (1708—1790). Ученик Жозефа-Марии Вьена.

## Жизнь и творчество
Первым учителем рисования Венсана был его отец живописец-миниатюрист Франсуа-Эли Венсан, профессор Академии Святого Луки, затем он учился живописи у Жозефа-Марии Вьена в «Королевской школе защищённых учеников» (École Royale des Éleves Protégés).
Получив в 1768 году Римскую премию за представленную в Академии картину «Германик усмиряет мятеж в своём лагере», Венсан уехал в Италию, в Рим. С 1771 по 1775 год жил и работал в Палаццо Манчини, где в то время располагалась Французская академия в Риме. Там он написал множество портретов, вдохновлённых искусством Жана-Оноре Фрагонара, который в то время также был в Риме и Неаполе.
В 1777 году Венсан был принят в Королевскую академию живописи и скульптуры и с этого времени регулярно выставлял свои произведения в Парижском салоне. 7 июля 1792 года он был назначен профессором в Школе изящных искусств в Париже и утверждён в этой должности 30 ноября 1794 года, став преемником Анн-Луи Жироде.
В 1790 году Венсан стал придворным художником короля Людовика XVI. Через два года он — профессор Королевской академии живописи и скульптуры.
В 1792—1796 годах Венсан жил со своей давней подругой, художницей Аделаидой Лабиль-Жиар, в их общем доме близ Парижа в департаменте Сена и Марна. В мае 1793 года Аделаида, после многих лет бюрократических преград, наконец развелась со своим бывшим мужем, финансовым чиновником Николя Жиаром, и в июне 1799 года вышла замуж за Венсана. Она обучалась у своего отца миниатюрной живописи, а у Венсана — живописи маслом.
В 1803 году Венсан стал сооснователем французской Академии изящных искусств в составе Института Франции, которая заменила Королевскую академию ещё в 1795 году.
С 1809 по 1815 год Франсуа-Андре Венсан был профессором рисования в Политехнической школе. К концу жизни он стал меньше работать из-за проблем со здоровьем, но продолжал получать официальные почести. Он был награждён орденом Почётного легиона и стал членом нескольких европейских академий.
Венсан имел много учеников, среди которых были Пьер-Ноласк Бержере, Шарль Тевенен, Шарль Поль Ландон, Изабель Пенсон и Франсуа Жозеф Гейм.
Франсуа-Андре Венсан похоронен в Париже на кладбище Пер-Лашез (11-й отдел).

## Галерея
- Портрет месье Бержере де Гранкура. 1774. Музей изящных искусств и археологии Безансона, Франция
- Портрет драматурга, поэта и баснописца Антуана-Венсана Арно, секретаря Французской академии. 1801. Версаль
- Аллегория свободы выкупленных пленников Алжира в знак благодарности Жерому Бонапарту. 1806. Городские музеи Касселя, Германия
- Велизарий. 1776. Музей Фабра, Монпелье, Франция
- Алкивиад, беседующий с Сократом. 1776.  Музей Фабра, Монпелье, Франция
- Зевксис выбирает самую красивую среди прекрасных женщин Кротона. 1789. Лувр, Париж
- Деталь картины
- Урок пахоты. 1798. Музей изящных искусств Бордо
- Эскиз картины Кунстхалле, Карлсруэ, Германия
- Президент Моле захвачен повстанцами во время войны Фронды. 1779. Бурбонский дворец, Париж
- Вильгельм Телль опрокидывает лодку, в которой губернатор Гесслер пересекал Люцернское озеро. После 1791. Музей Августинцев, Тулуза
- Греческий священник. Ок. 1792. Ашаффенбург, Германия
- Портрет скульптора Филиппа-Лорана Ролана. 1797. Центр Гетти, Лос-Анджелес
- Портрет «отца палеонтологии» Жоржа Кювье. Частное собрание
- Портрет неизвестного. Рейксмюсеум, Амстердам
- Портрет баронессы де Шалве-Сувиль, урождённой Мари де Брутен. 1793. Лувр, Париж